# جاك ريدموند
جاك ريدموند (بالإنجليزية: Jack Redmond)‏ هو لاعب كرة قاعدة أمريكي، ولد في 3 سبتمبر 1910 في فلورنس في الولايات المتحدة، وتوفي في 27 يوليو 1968 في غارلاند في الولايات المتحدة.

## وصلات خارجية
- جاك ريدموند على موقعبيزبول رفرنس.كوم (الدوري الرئيسي) (الإنجليزية)